# Ghána a 2008. évi nyári olimpiai játékokon
Ghána a kínai Pekingben megrendezett 2008. évi nyári olimpiai játékok egyik részt vevő nemzete volt. Az országot az olimpián 2 sportágban 9 sportoló képviselte, akik érmet nem szereztek.

## Atlétika
Férfi

| Versenyző         | Versenyszám | Előfutam | Előfutam | Előfutam | Negyeddöntő | Negyeddöntő | Negyeddöntő | Elődöntő | Elődöntő | Elődöntő | Döntő   | Döntő    |
| Versenyző         | Versenyszám | Idő      | Hely.    | Össz.    | Idő         | Hely.       | Össz.       | Idő      | Hely.    | Össz.    | Idő     | Helyezés |
| ----------------- | ----------- | -------- | -------- | -------- | ----------- | ----------- | ----------- | -------- | -------- | -------- | ------- | -------- |
| Abdul Aziz Zakari | 100 m       | 10,34 q  | 4.       | 23.**    | 10,24       | 5.          | 22.*        | kiesett  | kiesett  | kiesett  | kiesett | kiesett  |
| Seth Amoo         | 200 m       | 20,91    | 4.       | 33.      | kiesett     | kiesett     | kiesett     | kiesett  | kiesett  | kiesett  | kiesett | kiesett  |

Női

| Versenyző | Versenyszám | Előfutam      | Előfutam      | Előfutam      | Negyeddöntő | Negyeddöntő | Negyeddöntő | Elődöntő | Elődöntő | Elődöntő | Döntő   | Döntő    |
| Versenyző | Versenyszám | Idő           | Hely.         | Össz.         | Idő         | Hely.       | Össz.       | Idő      | Hely.    | Össz.    | Idő     | Helyezés |
| --------- | ----------- | ------------- | ------------- | ------------- | ----------- | ----------- | ----------- | -------- | -------- | -------- | ------- | -------- |
| Vida Anim | 100 m       | 11,47         | 2. Q          | 27.           | 11,32       | 3. Q        | 14.         | 11,51    | 8.       | 15.*     | kiesett | kiesett  |
| Vida Anim | 200 m       | nem indult el | nem indult el | nem indult el | kiesett     | kiesett     | kiesett     | kiesett  | kiesett  | kiesett  | kiesett | kiesett  |

* - egy másik versenyzővel azonos időt ért el

** - három másik versenyzővel azonos időt ért el

## Ökölvívás
| Versenyző       | Versenyszám  | Selejtező                       | Nyolcaddöntő                 | Negyeddöntő       | Elődöntő          | Döntő             | Helyezés |
| Versenyző       | Versenyszám  | Ellenfél Eredmény               | Ellenfél Eredmény            | Ellenfél Eredmény | Ellenfél Eredmény | Ellenfél Eredmény | Helyezés |
| --------------- | ------------ | ------------------------------- | ---------------------------- | ----------------- | ----------------- | ----------------- | -------- |
| Manyo Plange    | Papírsúly    | Harry Tañamor (PHI) · 6-3       | Paulo Carvalho (BRA) · 12-21 | kiesett           | kiesett           | kiesett           | 9.       |
| Issah Samir     | Harmatsúly   | Héctor Manzanilla (VEN) · 10-13 | kiesett                      | kiesett           | kiesett           | kiesett           | 17.      |
| Prince Dzanie   | Pehelysúly   | Idel Torriente (CUB) · 2-11     | kiesett                      | kiesett           | kiesett           | kiesett           | 17.      |
| Samuel Neequaye | Kisváltósúly | Bradley Saunders (GBR) · KO     | kiesett                      | kiesett           | kiesett           | kiesett           | 17.      |
| Ahmed Saraku    | Középsúly    | Andranik Hakobján (ARM) · 8-14  | kiesett                      | kiesett           | kiesett           | kiesett           | 17.      |
| Bastir Samir    | Félnehézsúly | Dauda Izobo (NGR) · RSC         | Washington Silva (BRA) · 7-9 | kiesett           | kiesett           | kiesett           | 9.       |

RSC - a játékvezető megállította a mérkőzést